# Parioli Challenger 1980
Il Parioli Challenger 1980 è stato un torneo di tennis facente parte della categoria ATP Challenger Series nell'ambito dell'ATP Challenger Series 1980. Il torneo si è giocato a Parioli in Italia dal 28 aprile al 4 maggio 1980 su campi in terra rossa.

## Vincitori

### Singolare
Corrado Barazzutti ha battuto in finale  Dominique Bedel con il punteggio di 1–6, 6–3, 6–2

### Doppio
Klaus Eberhard /  Ulrich Marten hanno battuto in finale  Karl Meiler /  Werner Zirngibl con il punteggio di 3–6, 6–3, 7–5